# William Sigei
William Sigei (11 ottobre 1969) è un ex mezzofondista keniota.

## Palmarès
| Anno | Manifestazione    | Sede              | Evento         | Risultato | Prestazione | Note |
| ---- | ----------------- | ----------------- | -------------- | --------- | ----------- | ---- |
| 1992 | Mondiali di cross | Boston            | Corsa seniores | 8º        | 37'27"      |      |
| 1992 | Mondiali di cross | Boston            | A squadre      | Oro       | 46 p.       |      |
| 1993 | Mondiali di cross | Amorebieta-Etxano | Corsa seniores | 44º       | 32'51"      |      |
| 1993 | Mondiali di cross | Amorebieta-Etxano | A squadre      | Oro       | 25 p.       |      |
| 1993 | Africani          | Durban            | 10000 m piani  | Oro       | 27'25"23    |      |
| 1993 | Mondiali          | Stoccarda         | 10000 m piani  | 10º       | 28'54"39    |      |
| 1994 | Mondiali di cross | Budapest          | Corsa seniores | Oro       | 34'29"      |      |
| 1994 | Mondiali di cross | Budapest          | A squadre      | Oro       | 34 p.       |      |

## Campionati nazionali
1989
- Oro ai campionati kenioti, 5000 m piani - 13'52"2

1992
- Oro ai campionati kenioti, 5000 m piani - 13'34"0
- 4º ai campionati kenioti di corsa campestre - 35'55"

1993
- Argento ai campionati kenioti, 10000 m piani - 28'27"7
- Oro ai campionati kenioti di corsa campestre - 35'20"

1994
- Oro ai campionati kenioti, 10000 m piani - 28'04"5
- Oro ai campionati kenioti di corsa campestre - 35'51"

1995
- 5º ai campionati kenioti, 10000 m piani - 28'20"4

## Altre competizioni internazionali[1]
1992
- Bronzo alla IAAF Grand Prix Final ( Torino), 5000 m piani - 13'46"92
- 11º al Memorial Van Damme ( Bruxelles), 5000 m piani - 13'29"96
- 5º all'Herculis ( Monaco), 5000 m piani - 13'30"36
- 11º al Weltklasse Zürich ( Zurigo), 5000 m piani - 13'31"13

1993
- Argento ai Bislett Games ( Oslo), 10000 m piani - 27'16"81
- Argento all'Athletissima ( Losanna), 5000 m piani - 13'07"35
- 14º al Weltklasse Zürich ( Zurigo), 5000 m piani - 13'30"13
- Bronzo all'Herculis ( Monaco), 3000 m piani - 7'37"73
- Bronzo alla Corrida Internacional de São Silvestre ( San Paolo), 15 km - 43'31"

1994
- Oro ai Bislett Games ( Oslo), 10000 m piani - 26'52"23
- 12º alla IAAF Grand Prix Final ( Parigi), 5000 m piani - 14'05"28
- Argento all'Herculis ( Monaco), 5000 m piani - 13'11"46
- 7º al Weltklasse Zürich ( Zurigo), 5000 m piani - 13'13"76
- Oro al Giro Media Blenio ( Dongio) - 27'34"
- Argento alla Cinque Mulini ( San Vittore Olona) - 32'10"
- Oro al Cross Internacional de Itálica ( Siviglia)

1995
- 7º al Memorial Van Damme ( Bruxelles), 10000 m piani - 27'31"54
- Argento ai Bislett Games ( Oslo), 5000 m piani - 13'06"15
- 9º al Weltklasse Zürich ( Zurigo), 5000 m piani - 13'09"42
- 5º all'Athletissima ( Losanna), 5000 m piani - 13'17"31
- 10º al Bauhaus-Galan ( Stoccolma), 5000 m piani - 13'20"62